# トパキノン
トパキノン (英語: Topaquinone) は、アミノ酸の1種であるチロシンを原料として生合成される物質の1つである。銅を含むアミン酸化酵素と共に働く、酸化還元酵素の補因子の1つである。名称は2,4,5-trihydroxyphenylalanine-quinoneにちなむ。構造は1990年に初めて特定された。

## 関連する酵素
- 一級アミンオキシダーゼ
- ジアミンオキシダーゼ(DAO)